# Ernie Beck
Ernie Beck   (Filadèlfia, 11 de desembre de 1931 - West Chester, 12 de desembre de 2024) va ser un jugador de bàsquet estatunidenc que va disputar set temporades a l'NBA. Amb 1,93 metres d'alçada, jugava en la posició d'aler. Fou el número u del draft de l'NBA del 1953.

## Biografia
Va jugar durant quatre temporades amb els Quakers de la Universitat de Pennsilvània, amb els quals va fer una mitjana de 22,3 punts i 19,0 rebots per partit.
Va ser triat en la primera posició del draft de l'NBA del 1953 pels Philadelphia Warriors com a elecció territorial. Allà hi va disputar sis dels seus set anys com a professional, però sempre exercint un rol menor dins de l'equip. La seva millor temporada va ser la 1957-58, quan va fer una mitjana de 10,1 punts i 4,3 rebots. En la 1960-61 va ser traspassat als Saint Louis Hawks, on va jugar amb prou feines 7 partits abans de ser enviat als Syracuse Nationals, on va jugar 3 partits més, abans de retirar-se.
En els seus 7 temporades com a professional va fer una mitjana de 6,3 punts i 3,2 rebots per partit.